# جک برادشاو
جک برادشاو (انگلیسی: Jack Bradshaw; ۲۸ ژوئن ۱۸۹۲ – ۱۹۷۰ (۷۷−۷۸ سال)) بازیکن فوتبال اهل بریتانیا بود.
از باشگاه‌هایی که در آن بازی کرده‌است می‌توان به باشگاه فوتبال کویینز پارک رنجرز، باشگاه فوتبال لوتون تاون، باشگاه فوتبال ساوتند یونایتد، باشگاه فوتبال سوانزی سیتی، باشگاه فوتبال واتفورد، و باشگاه فوتبال برنلی اشاره کرد.